# العلاقات الفلبينية الكندية
العلاقات الفلبينية الكندية هي العلاقات الثنائية التي تجمع بين الفلبين وكندا.

## مقارنة بين البلدين
هذه مقارنة عامة ومرجعية للدولتين:
| وجه المقارنة                                              | الفلبين                       | كندا                     |
| --------------------------------------------------------- | ----------------------------- | ------------------------ |
| المساحة (كم2)                                             | 343.45 ألف                    | 9.98 مليون               |
| عدد السكان (نسمة)                                         | 104.92 مليون                  | 35.70 مليون              |
| الكثافة السكانية (ن./كم²)                                 | 305.49                        | 3.58                     |
| العاصمة                                                   | مانيلا                        | أوتاوا                   |
| اللغة الرسمية                                             | اللغة الفلبينية، لغة إنجليزية | لغة إنجليزية، لغة فرنسية |
| العملة                                                    | بيسو فلبيني                   | دولار كندي               |
| الناتج المحلي الإجمالي (بليون دولار)                      | 313.60 مليار                  | 1.65 تريليون             |
| الناتج المحلي الإجمالي (تعادل القوة الشرائية) بليون دولار | 743.90 مليار                  | 1.59 تريليون             |
| الناتج المحلي الإجمالي الاسمي للفرد دولار أمريكي          | 2.90 ألف                      | 43.25 ألف                |
| الناتج المحلي الإجمالي للفرد دولار أمريكي                 | 7.39 ألف                      | 45.07 ألف                |
| مؤشر التنمية البشرية                                      | 0.668                         | 0.913                    |
| رمز المكالمات الدولي                                      | +63                           | +1                       |
| رمز الإنترنت                                              | .ph                           | .ca                      |
| المنطقة الزمنية                                           | توقيت الفلبين                 |                          |

## مدن متوأمة
في ما يلي قائمة باتفاقيات التوأمة بين مدن فلبينية وكندية:
- ترتبط اولونجابو مع وندسور باتفاقية توأمة.
- ترتبط مانيلا مع مونتريال باتفاقية توأمة منذ 1966.[17][17][17][17]

## منظمات دولية مشتركة
يشترك البلدان في عضوية مجموعة من المنظمات الدولية، منها:
| علم المنظمة | اسم المنظمة                                      | تاريخ انضمام الفلبين | تاريخ انضمام كندا |
| ----------- | ------------------------------------------------ | -------------------- | ----------------- |
|             | مؤسسة التنمية الدولية                            | 28 أكتوبر 1960       | 24 سبتمبر 1960    |
|             | الأمم المتحدة                                    | 24 أكتوبر 1945       | 9 نوفمبر 1945     |
|             | منظمة التجارة العالمية                           | 1995                 | ?                 |
|             | يونسكو                                           | 21 نوفمبر 1946       | 4 نوفمبر 1946     |
|             | المنظمة الهيدروغرافية الدولية                    | ?                    | ?                 |
|             | وكالة ضمان الاستثمار متعدد الأطراف               | 8 فبراير 1994        | 12 أبريل 1988     |
|             | منظمة الشرطة الجنائية الدولية                    | ?                    | ?                 |
|             | المركز الدولي لتسوية المنازعات الاستشارية        | 17 ديسمبر 1978       | 1 ديسمبر 2013     |
|             | الاتحاد الدولي للاتصالات                         | 25 مايو 1912         | 1 يوليو 1908      |
|             | الفريق المعني برصد الأرض                         | ?                    | ?                 |
|             | البنك الدولي للإنشاء والتعمير                    | 27 ديسمبر 1945       | 27 ديسمبر 1945    |
|             | الاتحاد البريدي العالمي                          | ?                    | ?                 |
|             | بنك التنمية الآسيوي                              | 1966                 | 1966              |
|             | منظمة حظر الأسلحة الكيميائية                     | ?                    | ?                 |
|             | مؤسسة التمويل الدولية                            | 12 أغسطس 1957        | 20 يوليو 1956     |
|             | منتدى التعاون الاقتصادي لدول آسيا والمحيط الهادئ | 6 نوفمبر 1989        | 6 نوفمبر 1989     |
|             | منتدى آسيان الإقليمي ‏                            | ?                    | ?                 |

## أعلام
هذه قائمة لبعض الشخصيات التي تربطها علاقات بالبلدين:
- تيد مارسيلينو (سياسي كندي، القرن العشرين – )
- تيم روزون (ممثل كندي، 4 يونيو 1982 – )
- جوليان دي غوزمان (لاعب كرة قدم كندي، 25 مارس 1981[34] – )
- جوناتان دي غوزمان (لاعب كرة قدم هولندي، 13 سبتمبر 1987 – )
- جوي ألبرت (عقد 1960 – )
- جيسيكا تريسكو (ناشطة كندية، 20 أغسطس 1984 – )
- راشيل جرانت (25 سبتمبر 1977 – )
- ري فورتاليزا (ملاكم فلبيني، 26 ديسمبر 1957 – )
- شاي ميتشل (10 أبريل 1987 – )
- شون أنتوني (لاعب كرة سلة فلبيني، 26 يناير 1986 – )
- كارلا هنري (23 مايو 1986 – )
- ماثيو رايت (لاعب كرة سلة فلبيني، 7 فبراير 1991 – )
- مارثا جوي (مغنية كندية، 8 ديسمبر 1990 – )
- نيك أودونيل (لاعب كرة قدم فلبيني، 23 مارس 1993 – )

## وصلات خارجية
- موقع وزارة الخارجية الفلبينية
- موقع وزارة الخارجية الكندية